# Svete gore Kitajske
Kitajske svete gore so razdeljene v več skupin. Pet Velikih gora (poenostavljeno kitajsko: 五岳; tradicionalno kitajsko: 五嶽; pinjin: Wǔyuè) se nanaša na pet najbolj znanih gora v kitajski zgodovini, ki so bile v celi cesarski dobi predmet cesarskega romanja. Povezane so z vrhovnim nebeškim Bogom in petimi glavnimi kozmičnimi božanstvi kitajske tradicionalne religije. 
Skupino, povezano z budizmom, imenujemo Štiri svete gore budizma (四大 佛教 名山; Sì dà fójiào míngshān), skupino, povezano s daoizmom pa Štiri svete gore daoizma (四大 道教 名山; Sì dà dàojiào míngshān).
Vse svete gore so bile pomemben cilj romanja, kitajski izraz za romanje (poenostavljeno kitajsko: 朝圣; tradicionalno kitajsko: 朝聖; pinjin: cháoshèng) je skrajšana različica izraza, ki pomeni spoštovanje svete gore (朝拜 圣山; 朝拜 聖山; cháobài shèng shān).

## Pet velikih gora
Pet Velikih gora ali Wǔyuè je razporejenih v skladu s petimi glavnimi smermi kitajske geomancije, ki vključuje tudi središče kot smer. Razvrščanje petih gora se je pojavilo v obdobju vojskujočih se držav (475 pr. n. št. - 221 pr. n. št.), izraz Wǔyuè ('Pet vrhov') pa je bil priljubljen v času vladavine cesarja Vudija iz zahodne dinastije Han 140-87. pr. n. št. V tradicionalni kitajski religiji imajo kozmološki in teološki pomen, saj na fizični ravni zemlje predstavljajo urejeni svet, ki izvira od nebeškega boga (Tian-Šangdi) in kitajsko ozemlje zapisujejo kot tán (kitajsko: 壇; dob.: 'oltar'), kitajski koncept, enakovreden indijski mandali.
 Tiān (天) je eden najstarejših kitajskih izrazov za nebesa in ključni koncept v kitajski mitologiji, filozofiji in religiji. Kitajci so v času dinastije Šang (17–11. stoletje pr. n. št.) svojega vrhovnega boga označevali z imenom Šàngdì (kitajsko: 上帝; dob.: 'Visoki gospod') ali Dì (帝; 'gospod'). Med naslednjo dinastijo Džou je Tiān postal sinonim za to figuro. Čaščenje nebes je bilo pred 20. stoletjem pravoslavna državna religija Kitajske.
Šangdi (kitajsko: 上帝; pinjin: Shàngdì; Wade–Giles: Shang Ti), napisano tudi preprosto: 'Cesar' (kitajsko: 帝; pinjin: Dì), je kitajski izraz za 'vrhovno božanstvo' ali 'najvišje božanstvo' v teologiji klasičnih besedil, zlasti izhaja iz teologije Šang in najde enakovreden primer v kasnejšem Tianu ('Nebesa' ali 'Velika celota') teorije Džou.
Pet gora spada med najbolj znane naravne znamenitosti v kitajski zgodovini, od zgodnjih obdobij kitajske zgodovine pa so bila ritualna prizorišča cesarskega čaščenja in žrtvovanja različnih cesarjev. Prvi legendarni suvereni Kitajske so šli na romanje ali oblikovali procesije na vrhove petih velikih gora. Vsak obisk je potekal ob istem letnem času. Izleti so bili lovski izleti in so se končali z obrednimi daritvami vladajočemu bogu.
Cesarji, začenši s prvim cesarjem Činom, so te ekspedicije formalizirali in vključili v državni ritual, kot je predpisalo konfucijanstvo. Z vsako novo dinastijo je novi cesar hitel na pet Velikih gora, da bi utrdil svoje novo pridobljeno področje. Ta cesarska navada se je, razen številnih prekinitev, ohranila do konca zadnje dinastije, ko se je po padcu dinastije Čing leta 1911 Yuan Shikai sam okronal za cesarja v Nebeškem templju v Pekingu. A da bi bil varen, je ponudil tudi bogu severne gore Heng.
V 2000-ih so se nadaljevala formalna žrtvovanja v konfucijanskem in daoističnem slogu. Pet Velikih gora je postalo romarsko mesto, kjer se na stotine romarjev zbere v templjih in jamah. Čeprav pet Velikih gora tradicionalno ni kanonizirano z nobeno izključno versko pripadnostjo, so mnoge med njimi močno daoistične, zato nekatere od petih gora uvrščajo kot Svete daoistične gore. Na teh gorah so zgrajeni tudi različni budistični templji in konfucijanske akademije.
Te gore včasih omenjajo tudi ustrezne smeri: Severna velika gora (北岳; 北嶽; Běi Yuè), Južna velika gora (南岳; 南嶽; Nán Yuè), Vzhodna velika gora (东岳; 東嶽; Dōng Yuè), Zahodna velika gora (西岳; 西嶽; Xī Yuè) in Osrednja velika gora (中岳; 中嶽; Zhōng Yuè).
V skladu s kitajsko mitologijo je Pet velikih gora izviralo iz telesa Panguja (盘古; 盤古; Pángǔ), prvega bitja in stvarnika sveta. Gora Tai Šan je zaradi svoje vzhodne lege povezana z vzhajajočim soncem, ki pomeni rojstvo in obnovo. Zaradi te razlage je pogosto obravnavana kot najsvetejša med Petimi velikimi gorami. V skladu s svojim posebnim položajem naj bi bila Tài Šan oblikovana iz Pangujeve glave. Verjame se, da je gora Heng Šan v Hunanu preostanek Pangujeve desne roke, Heng Šan v Šanšiju njegove leve roke, Song Šan njegovega trebuha in Hua Šan njegovih nog.

### Ohranjanje narave
V starih časih so bile gore kraji oblasti in strahu, ki so jim vladale temne sile in so jih zvesto častili. Eden od razlogov za takšno čaščenje je bila vrednost gora za človeški obstoj kot izvir blaginje in plodnosti, kot rojstni kraj rek, kot kraj, kjer so rasla zelišča in zdravilne rastline ter kot vir materiala za gradnjo hiš in orodja. Osnovni element daoistične misli je bil in je še vedno intuitiven občutek povezanosti z naravo. Že v 4. stoletju so daoisti velikim duhovnikom predstavili 180 zapovedi lorda Laosa o tem, kako živeti dobro in pošteno življenje. Dvajset teh zapovedi se je izrecno osredotočalo na ohranjanje narave, medtem ko so bile številne druge zapovedi posredno namenjene preprečevanju uničenja narave. Spoštovanje narave je bila ključna sestavina daoizma že od samega začetka in samo po sebi pojasnjuje, zakaj Pet Velikih gora velja za svete. Poleg tega daoisti vidijo gore kot sredstvo komunikacije med nebom in zemljo in kot kraj, kjer je mogoče najti nesmrtnost. Svetost Petih velikih gora je razlog, da tudi danes te gore še vedno gojijo izjemno raznolikost rastlin, dreves in živalskih vrst.

### Vzhodna velika gora: Tài Šān
Spokojna gora (泰山) provinca Šāndōng, 1545 m, 36°15′N 117°06′E / 36.250°N 117.100°E

### Zahodna velika gora: Huà Šān
Sijajna gora (华山; 華山), provinca Šaanši (Shănxī), 2154 m, 34°29′N 110°05′E / 34.483°N 110.083°E

### Južna velika gora: Héng Šān (Hunan)
Gora ravnovesja (衡山), provinca Húnán, 1290 m, 27°15′17″N 112°39′21″E / 27.254798°N 112.655743°E

### Severna velika gora: Héng Šān (Šanši)
Stalna gora (恒山; 恆山), provinca Šānšī, 2017 m, 39°40′26″N 113°44′08″E / 39.67389°N 113.73556°E
V zgodovini je ime Heng Šan, Severna Velika gora, imela več kot ena lokacija.
Velika severna gora je bila določena na izvorni gori Heng Šan z glavnim vrhom, znanim danes kot Damao (大 茂山), ki se nahaja na križišču današnjih okrožij Fuping, Laijuan in okrožja Tang v provinci Hebei.
Heng Šan je bila preimenovana v Čang Šan (常山), da bi se izognili tabuju, da bi delili isto osebno ime kot cesar Ven iz dinastije Hana. Nazivi Heng in Čang so se v preteklosti pogosto uporabljali za poimenovanje različnih okrožij v regiji, kot so prefektura Čangšan (常山 郡), prefektura Hengšan (恒山 郡) in Hengdžou (恒 州).
Medtem ko so etnični Han cesarji imeli v navadi, da so redno izvajali obrede v počastitev Petih velikih gora, je lokacija prvotne gore Heng pomenila, da je bila večina obdobij razdrobljenosti v regiji ali pod vladarji drugih držav, sporno območje. Svetišča, zgrajena za izvajanje obredov, so bila zaradi časa in naravnih nesreč zanemarjena in poškodovana. Upad je bil še posebej oster po strmoglavljenju dinastije Juan, ko je lokalno prebivalstvo po vojnah močno nazadovalo.
To je ustvarilo priložnosti za uradnike dinastije Ming, ki so bili doma iz Šanšija, da so širili govorice, da je duh gore Heng Šan zapustil prvotno lokacijo in se naselil na gori Šuanvu v okrožju Hunjuan v Šanšiju. Med vladavino cesarja Hongdžija in cesarja Vanlija so nenehno vlagali peticije pri cesarjih, naj razglasijo spremembo in odlok, da se tja prenesejo obredi za Severno Veliko goro. Leta 1586 se je cesar Vanli odločil za kompromis, tako da je goro Šuanvu ponovno imenoval za Heng Šan, vendar je naročil, da se ustrezni obredi še naprej izvajajo v zgodovinskem templju Beijue.
Gibanje za spremembo je vztrajalo tudi po propadu dinastije Ming in v dinastijo Čing. Nazadnje je cesar Šundži privolil, da se obredi preselijo tudi v Šanši.

### Srednja velika gora: Sōng Šān
Visoka gora (嵩山), provinca Hénán, 1494 m, 34°29′5″N 112°57′37″E / 34.48472°N 112.96028°E

## Štiri svete gore budizma
Štiri svete gore budizma na Kitajskem so: 

### Wǔtái Šān
Gora s petimi ploščadmi (五台山), provinca Šānšī, 3058 m, 39°04′45″N 113°33′53″E / 39.07917°N 113.56472°E
Vutai je dom bodhisatve modrosti, Manjušri ali Venšu (kitajsko: 文殊) v kitajščini.

### Éméi Šān
Visoka in vzvišena gora (峨嵋山), provinca Sečuān, 3099 m
Pokrovitelj bodhisatve Emei je Samantabhadra, v kitajščini znan kot Pušjan (普贤 菩萨).

### Džjuhuá Šān
"Devet gora slave" (poenostavljeno kitajsko: 九华山; tradicionalno kitajsko: 九華山), provinca Ānhuī, 1341 m, 30°28′56″N 117°48′16″E / 30.48222°N 117.80444°E 
Številna svetišča in templji na gori so posvečeni Ksitigarbhi (v kitajščini znana kot Dìzàng (地 藏, v japonščini kot Jizō), ki je bodhisatva in zaščitnik bitij v peklenskih kraljestvih.

### Pǔtuó Šān
Potalaka (普陀山), provinca Džèdžjāng, 284 m, 30°00′35″N 122°23′06″E / 30.00972°N 122.38500°E
Ta gora velja za bodhimando Avalokitešvare (Guan Jin), bodhisatvo sočutja. Postalo je priljubljeno romarsko mesto in prejelo cesarsko podporo v dinastiji Song.

## Štiri svete gore Daoizma
Štiri svete gore daoizma so: 

### Wǔdāng Šān
Dobesedno vojaško sredstvo (武当山; 武當山); severozahodni del Hubeija. Glavni vrh 1612 m. 32°40′0″N 111°00′4″E / 32.66667°N 111.00111°E

### Lónghŭ Šān
Dobesedno "Zmaj in tiger" (龙虎山; 龍虎山), Jiangxi. Glavni vrh: 247,4 m, 28°06′48.999″N 116°57′29.998″E / 28.11361083°N 116.95833278°E

### Číjún Šān
Dobesedno Čedni oblaki (齐云山; 齊雲山), Anhui. Glavni vrh: 585 m, 29°48′29.9988″N 118°01′56.9994″E / 29.808333000°N 118.032499833°E

### Čīngčéng Šān
Dobesedno megleni zeleni mestni zid (青城山); najbližje mesto: Dudžiangjan, Sečuan. Glavni vrh: 1260 m (izmerjeno leta 2007). V starodavni kitajski zgodovini je bilo območje gore Čingčeng znano po tem, da je bilo »najbolj osamljeno mesto na Kitajskem«. 30°58′35.73″N 103°30′59.90″E / 30.9765917°N 103.5166389°E

## Druge gore z duhovnim/religioznim pomenom na Kitajskem
- Tri znamenite gore (三 山)
  - Huangšan
  - Lušan
  - Jandangšan
- Pet garnizijskih gora (五 镇)
  - Gora Jiwulü
  - Ji Šan
  - Vu Šan
  - Huo Šan
  - Šianglu Šan
- Lao Šan
- Mian Šan
- Sanqing Šan
- Gongga Šan
- Čangbai Šan, ki ga je Mančus iz dinastije Čing obravnaval kot Sveto goro
- gorovje Kunlun, lokacija breskve nesmrtnosti, ki jo je upravljala Šivangmu, zahodna kraljica mati
- Tjanšan
- Trije sveti gorski vrhovi v Daočengu
  - Čanodug
  - Čenresig
  - Jambejang
- Štiri svete gore tibetanskega budizma
  - Amne Mačin
  - Kailaš
  - Ghado Jobo
  - Kawagarbo